# Johann Peter Lutz

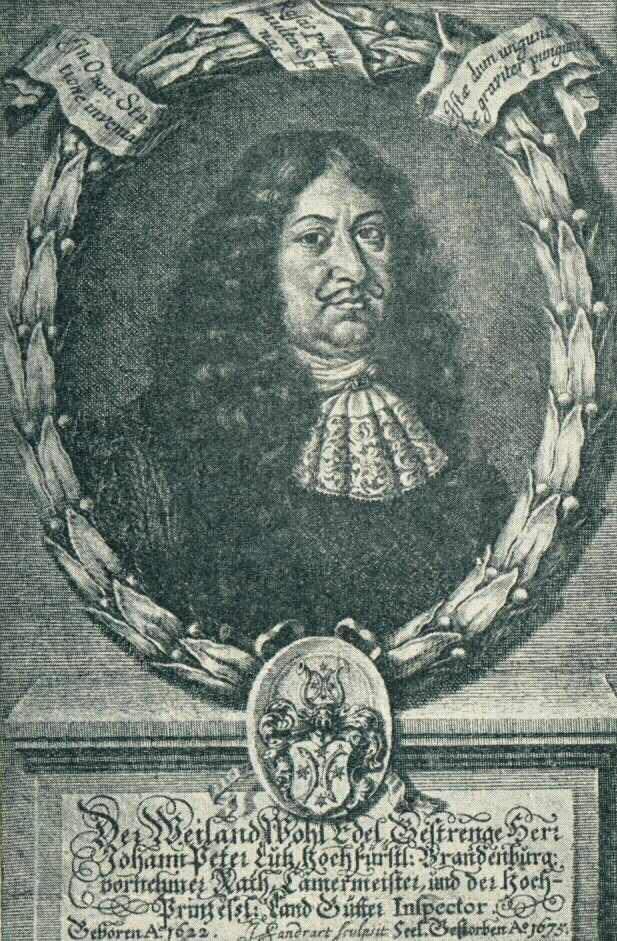
Hochfürstlich brandenburgischer Rat Johann Peter Lutz

Johann Peter Lutz (* 3. Mai 1622 in Forchtenberg; † 8. Januar 1675 in Esslingen) war ein Hochfürstlich Brandenburgischer Rath-Kammermeister und Hochprinzeßlicher Landgüter-Inspektor im Fürstentum Ansbach.

## Leben
Er ist nicht zu verwechseln mit seinem gleichnamigen Sohn, dessen Tochter Regine Magdalene Lutz eine morganatische Ehe im Jahre 1699 mit Georg Albrecht von Brandenburg-Kulmbach einging und die Linie der Freiherren von Kotzau begründet hat. Sie ist somit die Enkelin des hier beschriebenen Johann Peter Lutz.

### Herkunft/Familie
Johann Peter Lutz wird am 3. Mai 1622 in Forchtenberg als Sohn des Peter Lutz, Hohenlohisch-Neuensteinischer Amtmann, Capitain im Regiment des Grafen von Hohenlohe und seiner Frau Maria Elisabeth geb. Wassermann geboren.
Die Familie Lutz und Wassermann soll laut Verfasser seiner Leichenpredigt bis nach Ungarn reichen.

### Ehen und Kinder
Johann Peter Lutz besuchte schon als junger Knabe die Lateinschule in Öhringen. Danach besuchte er das Gymnasium in Heilbronn und Schwäbisch Hall.
Da sein Vater im Jahr 1632 im Krieg gestorben war, war er gezwungen, sich im Jahre 1639 in Herrschaftliche Dienste zu begeben. Von einem Hochgräflichen Hohenlohischen Kammerschreibers später Rath und Kammersekretär in Weikersheim schaffte er es bald darauf bis zum Lehenrath und Direktor des Landgüterverwaltung.
Er wurde vom damaligen Markgrafen Albrecht II. von Brandenburg-Ansbach sehr geschätzt und in viele Arbeiten und Ämter mit einbezogen, da er sich in seinen vorigen Aufgaben und Arbeiten einen guten Ruf aufgebaut hatte.
Lutz war zweimal verheiratet. In erster Ehe hatte er sich im Jahre 1646 mit der Tochter des Rathes zu Pfedelbach Georg Steinlein, Dorothea verheiratet und mit ihr in sechsjähriger Ehe drei Knaben gezeugt, wovon einer später Amtsrath in Bayreuth wurde der zweite einen militärischen Weg einschlug und der dritte in Italien Medizin studierte. Ein Sohn von ihm hieß ebenfalls Johann Peter dieser verheiratete sich im Jahre 1673 in Bayreuth mit der Tochter eines Amtsraths in Bayreuth, diese hieß Catharina Böner. Die Tochter Regine Magdalena Lutz, des Johann Peter Lutz und Catharina Böner war die spätere Gemahlin des Georg Albrecht von Brandenburg-Kulmbach.
Nach dem Tod seiner ersten Frau Dorothea Steinlein im Jahre 1652 verheiratete sich Lutz am 1. Februar 1653 in Weikersheim ein zweites und letztes Mal. Diesmal mit der Eva Maria Schaff von Habelsee, Tochter des Generalwachtmeister zu Roß und Fuß; Obristen; Hochfürstlich Brandenburg-Kulmbachischer Geheim- und Kriegsrath; Amtshauptmann in Kulmbach und Kommandant der Festung Plassenburg Johann Schaff von Habelsee. Aus dieser Ehe gingen 13 Kinder hervor, davon 11 Knaben und zwei Töchter.

### Tod
Johann Peter Lutz verstarb nach einigen Jahren mit ungeklärter Krankheit am 6. Januar 1675 in Esslingen. Er wurde am 8. Januar 1675 im Beisein vieler Menschen in der Barfüßer Kirche in Esslingen beigesetzt.